# Boa Viagem (Ceará)
Boa Viagem é um município brasileiro do estado do Ceará, localizado praticamente no centro do estado do Ceará, na microrregião dos  Sertão de Canindé mesorregião dos Sertões Cearenses. Possui um aeroporto, o Aeroporto Coronel Virgílio Távora, destinado a aeronaves de pequeno porte.

## Etimologia
O topônimo Boa Viagem faz uma alusão a santa e a uma história de tradição oral, tipo Romeu e Julieta. Sua denominação original era Cavalo Morto e oficialmente desde 1862, Boa Viagem, porém em mapas datados de 1800, a cidade já é cartografada como Boa Viagem.

## História

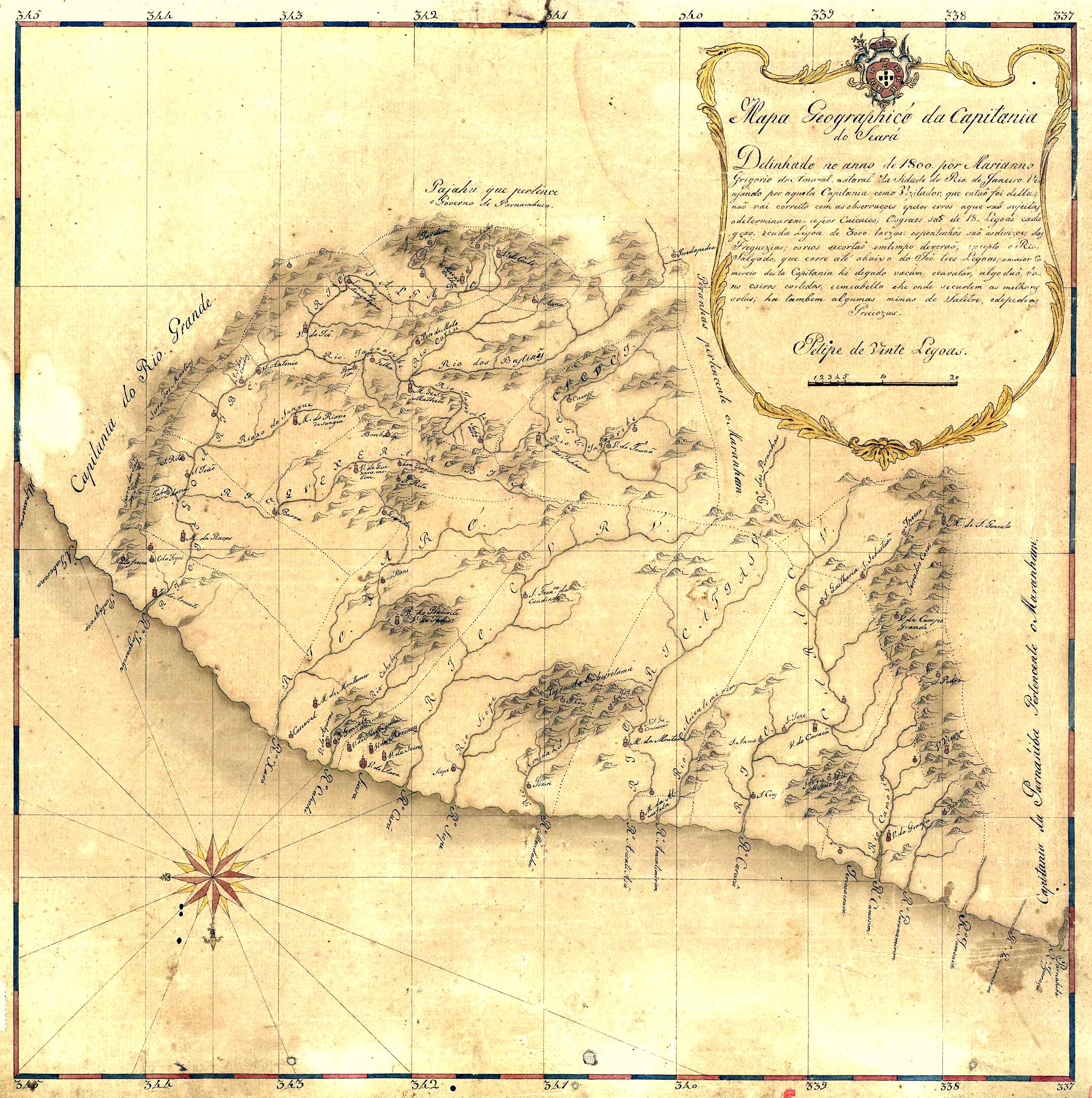
Mapa do Ceará feito por Mariano Gregório do Amaral em 1800.

As terras situadas entres as serras de Santa Rita e das Batatas, eram habitadas por etnias de tronco Tupi, como os Kanindé, Carariu, Candodu, Jucá, a partir do século XVII, surge como núcleo urbano, devido as entradas de religiosos, que tinha o intuito de catequizar os indígenas, e as concessões de sesmarias a fazendeiros com o intuito de implementar a pecuária do Ceará, no período econômico de carne de sol e charque.

## Geografia

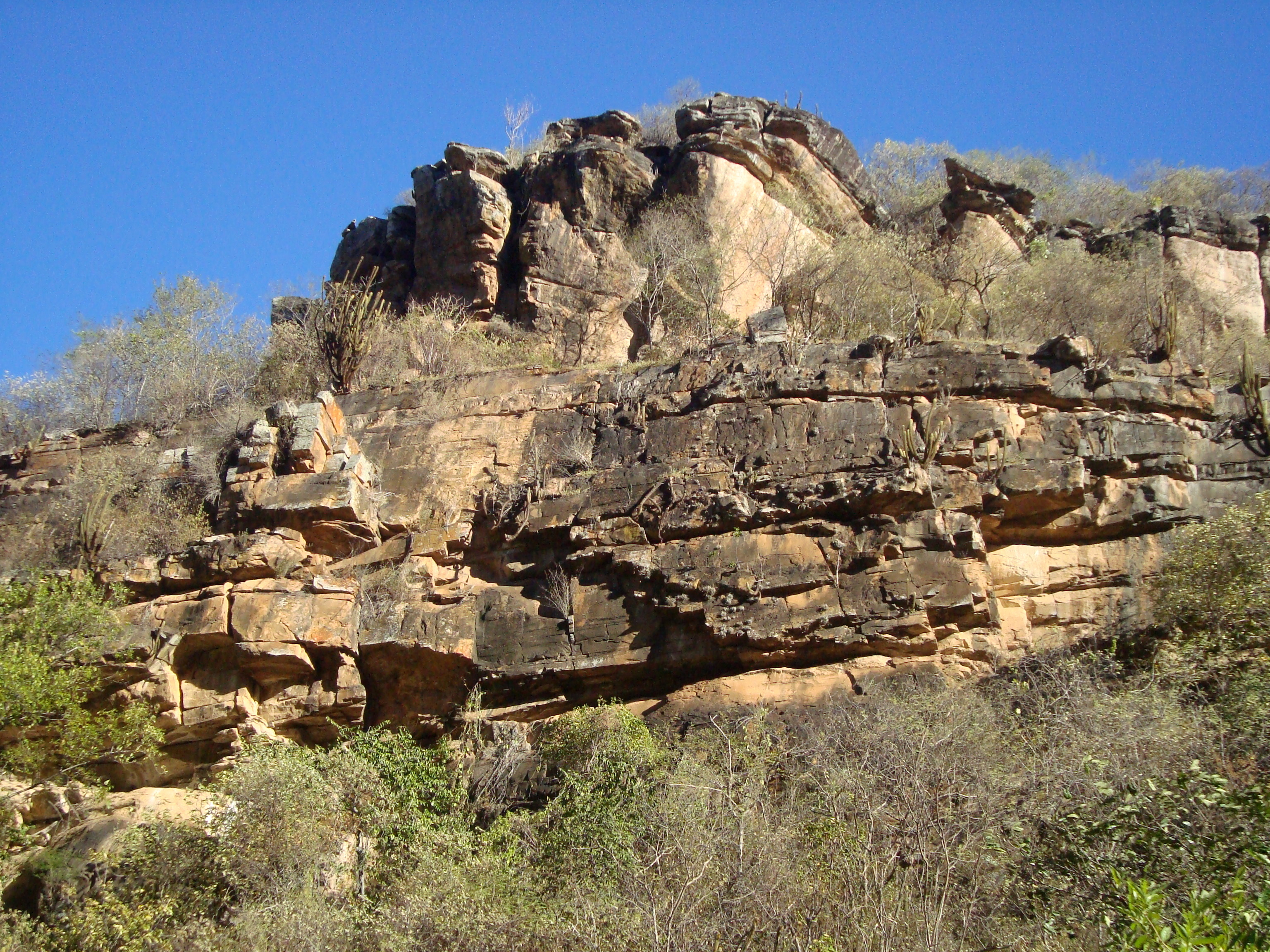
Serrote no Cachoeirão das Almas.

### Clima
Tropical quente semiárido. A temperatura media da cidade é de 29 °C, com pluviometria média de 717,7 mm com chuvas concentradas de janeiro a abril.
Além disso, destacam-se os elevados índices de evaporação e evapotranspiração durante todo o ano aliada à irregularidade do regime de chuvas.

### Hidrografia e recursos hídricos
As principais fontes de água são os rios: Quixeramobim, Barra Nova, Barrigas, Boa Viagem, Boa Vista, do Capitão-Mor, Jacaúna, Santo Antônio, São Cosmo, Ipu, Tapera, Rio Conceição de Ibuaçu e diversos riachos que fluem no rio Quixeramobim, que no município é conhecido como Rio Juazeiro. Seus principais reservatórios de água são os açudes: Boa Viagem, Capitão-Mor, Fogareiro, José de Alencar, José Vieira Filho (Vieirão), Monsenhor José Cândido, Presidente Tancredo Neves, Rufino Gomes da Silva e  São José.

## Geologia

### Recursos minerais
A porção central do estado do Ceará apresenta várias ocorrências de minério de ferro. Nas proximidades de Boa Viagem estas ocorrências são caracterizadas por lentes de formações ferríferas bandadas, em forma de crista alongada, de direção nordeste-sudoeste, encaixadas nos gnaisses do Complexo Cruzeta.

## Política

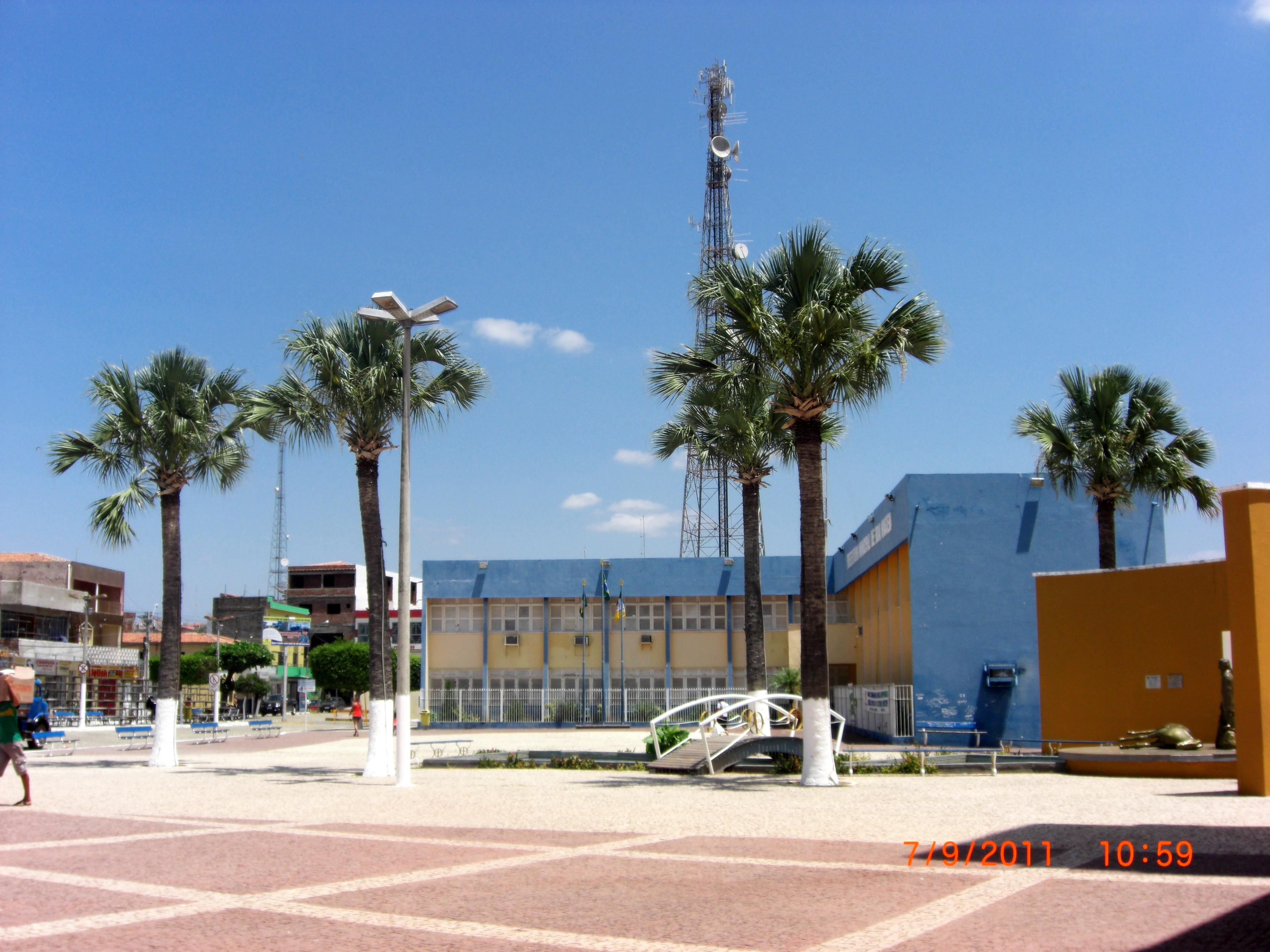
Prédio da Prefeitura Municipal de Boa Viagem.

A administração municipal localiza-se na sede: Boa Viagem.